# Noah23
Noah Raymond Brickley (nacido el 10 de febrero de 1978), conocido por su nombre artístico Noah23, es un artista canadiense de género hip hop. Es el cofundador del colectivo Plague Language y su respectivo sello discográfico, y ha sido descrito como "uno de los mejores y más subestimados MC de Canadá".